# Bedollo
Bedollo é uma comuna italiana da região do Trentino-Alto Ádige, província de Trento, com cerca de 1.395 habitantes. Estende-se por uma área de 27 km², tendo uma densidade populacional de 52 hab/km². Faz divisa com Sover, Segonzano, Lona-Lases, Baselga di Piné, Palù del Fersina, Sant'Orsola Terme.